# 히네노역
히네노역(일본어: 日根野駅, ひねのえき 히네노에키[*])은 일본 오사카부 이즈미사노시에 위치한 서일본 여객철도의 역이다. 간사이 공항선의 기점역으로 한와 선과의 직결 운행을 위한 역할을 수행하고 있다. 서일본 여객철도 오사카 지사 관할 한와 선로서는 최남단에 위치해 있으며 나가타키역 이남 구간은 서일본 여객철도 와카야마 지사의 관할이다.

## 역 구조
섬식 승강장으로 2면 4선의 교상역이다. 역 앞에는 버스 터미널이 설치되어 있어 여기서 난카이 계열의 버스와 택시를 이용할 수 있다.
이코카 및 제휴 교통카드의 사용이 가능하다.

### 승강장
| 1 | ■ 한와 선       | 하행 | 이즈미스나가와역 · 와카야마 방면     |
| 1 | ■ 한와 선       | 상행 | 오토리 · 덴노지 · 오사카 방면 (일부) |
| 2 | ■ 한와 선       | 상행 | 이즈미스나가와 · 와카야마 방면       |
| 2 | ■ 간사이 공항선 | 하행 | 간사이 공항 방면                     |
| 3 | ■ 한와 선       | 상행 | 오토리 · 덴노지 · 오사카 방면        |
| 3 | ■ 간사이 공항선 | 하행 | 간사이 공항 방면 (일부)              |
| 4 | ■ 한와 선       | 상행 | 오토리 · 덴노지 · 오사카 방면        |

## 역사
- 1930년 6월 16일: 한와 전기 철도 이즈미후추 ~ 히가시와카야마 간의 노선 신설에 따라 개업하였다.
- 1940년 12월 1일: 회사 간 인수 합병에 따라 난카이 전기 철도 야마노테 선의 소속이 되었다.
- 1944년 5월 1일: 국유화에 따라 일본국유철도의 소속이 되었다.
- 1987년 4월 1일: 민영화에 따라 서일본 여객철도의 소속이 되었다.
- 1994년 6월 15일: 간사이 공항선이 개업하여 환승·직결역이 되었다.
- 2003년 11월 1일: 이코카의 사용이 개시되었다.

## 인접정차역
- 특급 구로시오·슈퍼 구로시오·오션애로우 호가 정차한다.

| 서일본 여객철도 한와 선                                                                                             | 서일본 여객철도 한와 선   | 서일본 여객철도 한와 선      |
| --- | ------------------------- | ---------------------------- |
| 구마토리 덴노지 방면                                                                                                | ■ 한와 선 쾌속·구간쾌속   | 이즈미스나가와 와카야마 방면 |
| 구마토리 덴노지 방면                                                                                                | ■ 한와 선 보통            | 나가타키 와카야마 방면       |
| 서일본 여객철도 한와 선·간사이 공항선                                                                               |                           |                              |
| 구마토리 덴노지 방면                                                                                                | ■ 간사이 공항선 간쿠 쾌속 | 린쿠타운 간사이 공항 방면    |
| 시·종착역 | ■ 간사이 공항선 보통      | 린쿠타운 간사이 공항 방면    |
| 한와 선 쾌속·구간쾌속에는 기슈지 쾌속, 직통 쾌속이 포함되며 B쾌속은 히네노에서부터 각역 정차하므로 보통에 포함된다. |                           |                              |